# Neotarache
Neotarache là một chi bướm đêm thuộc họ Noctuidae.

## Loài
- Neotarache deserticola Barnes & Benjamin, 1922